# فرد تشينويث
فرد تشينويث (بالإنجليزية: Fred Chenoweth) هو مدير فني أمريكي، ولد في 26 أغسطس 1893 في فيرمونت في الولايات المتحدة، وتوفي في 24 يونيو 1965 في مقاطعة لويس في الولايات المتحدة.